# Джонсон, Кирк Ричард
Кирк Джонсон (англ. Kirk R. (Richard) Johnson; род. 19 сентября 1960, Белвью, Вашингтон) — американский ученый-палеонтолог и музейный администратор, палеоботаник. Доктор философии (1989), директор Национального музея естественной истории Смитсоновского института (с 2012; преемник Cristián Samper). Прежде шеф-куратор и вице-президент Denver Museum of Nature and Science (работал там с 1991 по 2012). Исследователь ископаемых растений и вымирания динозавров. Лауреат Wilbur Cross Medal (2022).
Отец — психиатр, мать — фотограф.
Через несколько месяцев после его рождения семья перебралась в Сиэтл.
Окончил школу в 1978 году и Амхерст-колледж (бакалавр в области геологии и изящных искусств, 1982). Получил степень магистра геологии и палеоботаники в Пенсильванском университете и докторскую степень по геологии и палеоботанике (согласно др. ист. — по геологии и геофизике) в Йеле. Являлся постдоком в Университете Южной Австралии. Работал морским геологом в Геологической службе США и преподавал в Массачусетском технологическом институте.
В Денверском музее природы и науки, куратором палеонтологии которого он стал в 1991 году, руководил экспедициями в 11 странах.
В 2010-2011 годах координировал 70-дневные раскопки Snowmastodon site в Колорадо, в которых участвовало 250 человек и было найдено свыше 5 тыс. окаменелостей.
Феллоу Геологического общества Америки (2002).
Ассоциированный редактор Cretaceous Research.
Публиковался в Science, Nature Ecology & Evolution.
Автор книг Cruisin’ the Fossil Coastline: The Travels of an Artist and a Scientist along the Shores of the Prehistoric Pacific (2018) и Visions of Lost Worlds, the Paleoart of Jay Matternes (2019).
Его работы подтверждают теорию об исчезновении динозавров вследствие падения астероида.